# Яде, Рама
'Рама Яде (род. Маме Раматулай Яде, фр. Mame Ramatoulaye Yade; 13 декабря 1976 года, Сенегал) — французский политик родом из Сенегала, автор нескольких книг. С 2007 по 2009 год она работала секретарём по правам человека во Франции, а с 2009 по 2010 год министром спорта. С декабря 2010 года по июнь 2011 года она была постоянным представителем Франции при ЮНЕСКО. Она занимала должность вице-президента Радикальной партии до 25 сентября 2015 года. В 2017 году заявила свою кандидатуру на президентские выборы во Франции, но не смогла собрать достаточно подписей, чтобы стать участником президентской гонки. Её кампания была нацелена на «забытых людей» Франции.

## Биография

### Ранний период жизни
Яде родилась в Дакаре, столице Сенегала. Её мать, Амината Канджи, была профессором, а отец, Джибрил Яде, также профессор, был личным секретарём президента Сенегала Леопольд Седар Сенгора и дипломатом. Она переехала во Францию с остальной частью своей семьи в возрасте восьми лет. После того, как её отец покинул страну, когда ей было четырнадцать лет, она переехала в квартиру совета в Коломбе со своей матерью и тремя сёстрами. Получила образование в католических школах, а затем в Парижском институте политических исследований, где окончила школу в 2000 году.

### Начало карьеры
Яде работала в парижской мэрии и Национальном собрании. Также работала с «зелёными». В 2002 году она стала администратором в Сенате. Она вступила в политическую партию «Союз за народное движение» (UMP) в 2005 году и стала национальным секретарём, отвечающим за франкофонию в 2006 году.

### Правительственные назначения
В мае 2007 года Яде была назначена государственным секретарём по правам человека при министре иностранных дел и европейских дел Бернара Кушнере. Яде осудила государственный визит Муаммара Каддафи во Францию в 2008 году в связи с послужным списком его нарушений прав человека.
В ноябре 2008 года, по слухам, Яде была предпочтительной кандидатурой Николя Саркози для замены Жана-Пьера Жуйе на посту госсекретаря по европейским делам, и её также лично попросили возглавить один из списков UMP на выборах в Европейский парламент 2009 года. Однако 7 декабря она отказалась баллотироваться в Европейский парламент и заявила, что «больше заинтересована в национальном мандате».
24 июня 2009 года её перевели на пост государственного секретаря по делам спорта. Некоторые расценили это как понижение в должности в связи с неодобрением Саркози её решения не баллотироваться на европейских выборах. В 2010 году она подвергла критике сборную Франции по футболу за пребывание в дорогих отелях во время глобального спада 2008—2012 годов.
Она была назначена послом Франции в ЮНЕСКО в декабре 2010 года. К апрелю 2011 года ходили слухи, что её уволят. Она уволилась с работы в июне 2011 года.

### Радикальная партия

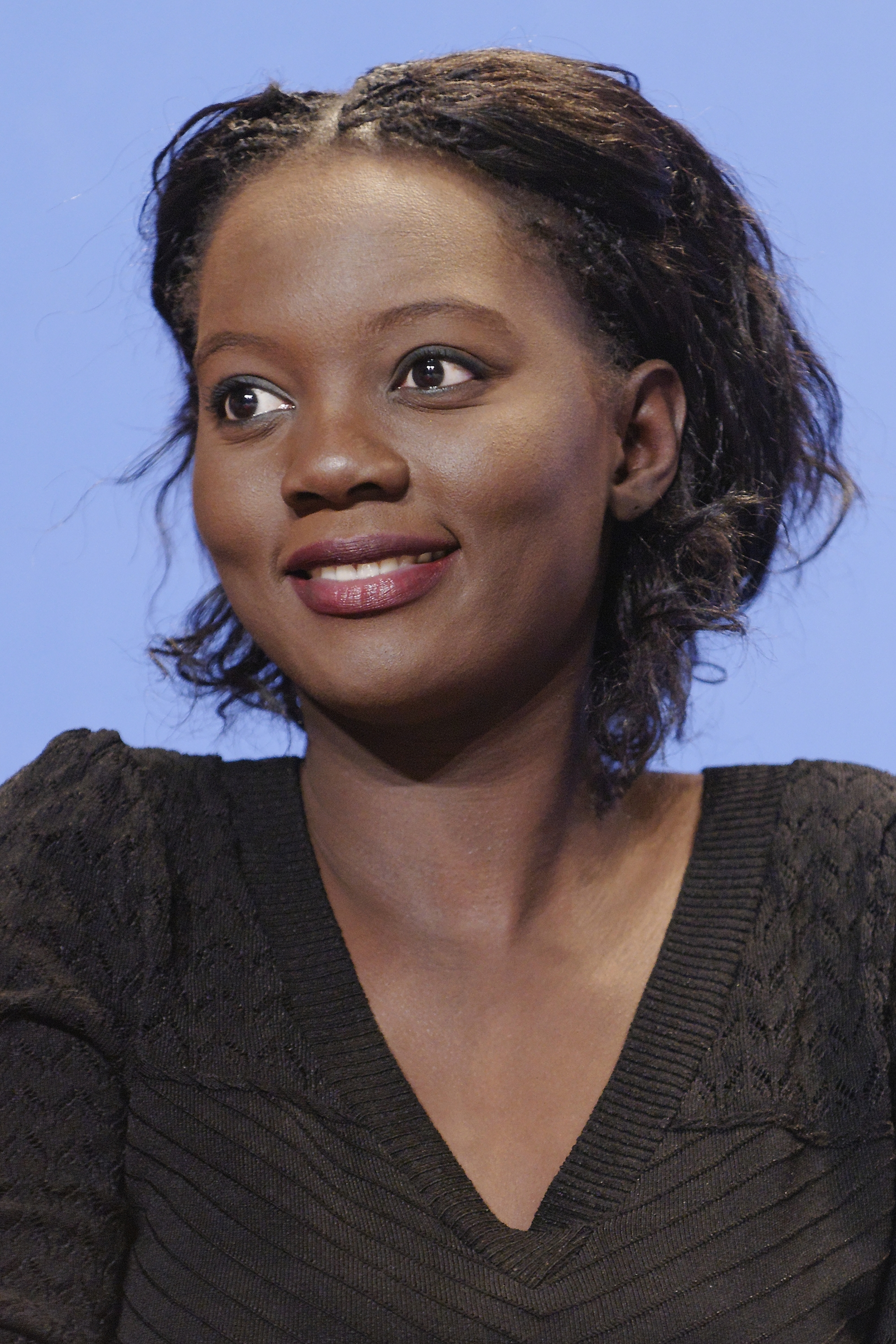
Яде в 2010 году

В 2012 году она покинула UMP, вступила в Радикальную партию и поддерживала Жан-Луи Борлоо на президентских выборах, пока он не решил не баллотироваться. Позже она поддержала Николя Саркози, но присоединилась к партии Новый центр.

### Взгляды
Рама Яде правоцентрист и феминистка. Поддерживает позитивную дискриминацию. В 2009 году она сказала, что она не против запрета на бурки во Франции. В 2010 году она призвала провести референдум о запрете ношения паранджи во Франции, чтобы обойти любые юридические препятствия.

### Права ЛГБТ
Будучи государственным секретарём по иностранным делам и правам человека Франции, Яде встретилась с несколькими ЛГБТ-организациями в Международный день борьбы с гомофобией и трансфобией в 2008 году и объявила, что отныне правительство официально признаёт этот день. Она объявила, что обратится к ООН с просьбой о всеобщей декриминализации гомосексуальности, и спросила: «Как мы можем терпеть тот факт, что людей забивают камнями, вешают, обезглавливают и подвергают пыткам только из-за их сексуальной ориентации?» На вопрос об однополых браках она ответила, что не ей решать этот вопрос.
Она боролась с гомофобией в спорте и участвовала в третьей конференции FARE против гомофобии в Париже в 2011 году.
В интервью в июне 2011 года она сказала, что проголосовала бы за однополые браки, если бы была в Национальной ассамблее. В интервью Le Parisien 2012 года она сказала: «Что касается социальных проблем, таких как однополые браки, то законно предложить референдум. Посмотрим, хватит ли у левых смелости высказаться перед народом». В интервью 2013 года она сказала, что её поддержка однополых браков согласуется с её борьбой за равные права, и утверждала, что её считают самым дружественным к ЛГБТ членом правительства. 1 февраля Рама Яде подписала с депутатом Ивом Жего, Жаном-Кристофом Лагардом, сенатором Шанталь Жуанно статью в газете «Ле Монд» в поддержку однополых браков во имя равенства.

### Гражданская война в Сирии
По вопросу о гражданской войне в Сирии, она сказала, что Франция должна действовать и использовать военный вариант, потому что сирийцы просили об этом.

### Налоги
Что касается налогов, Яде сказала: «Мы теряем богатых, таких как Жерар Депардьё, и бедные чувствуют себя обманутыми», имея в виду рабочих на фабриках, которые, как ожидается, закроются. «Франция ослабевает, и её будущее продаётся по дешёвке».

## Личная жизнь
Замужем за Джозефом Зиметом, сыном певца Бена Зимета, и советником бывшего госсекретаря Жана-Мари Бокеля. Она мусульманка и феминистка.